# Tasta
Tasta est un arrondissement de la ville de Stavanger, en Norvège.

## Quartiers
Bien que les frontières des quartiers ne correspondent pas exactement aux frontières de l'arrondissement, Hinna se compose à peu près des quartiers (delområder) suivants : Indre Tasta et Ytre Tasta.

## Politique
Tasta a un conseil d'arrondissement (bydelsutvalg). Le conseil est composé de 11 membres composé ainsi: 
- 2 du Parti travailliste (Arbeiderpartiet)
- 2 du Parti du centre (Senterpartiet)
- 1 du Parti chrétien-démocrate (Kristelig Folkeparti)
- 3 du Parti libéral
- 1 du Parti conservateur (Høyre)
- 2 du Parti du Progrès (Fremskrittspartiet)

## Sports
Le club de sport local est le Tasta IL.